# Le Cadeau du ciel
Pour plus de détails, voir Fiche technique et Distribution.
Le Cadeau du ciel (A Simple Twist of Fate) est un film de Gillies MacKinnon sorti en 1994.

## Synopsis
Michael Mac Cann, un menuisier qui vit en solitaire dans un petit village de Virginie, trouve un bébé abandonné et décide de l'adopter. La petite fille, Mathilda, est en fait l'enfant illégitime d'un politicien local, John Newland. Mais dix ans plus tard, ce dernier, n'ayant toujours pas d'enfant avec sa femme, veut récupérer Mathilda.

## Fiche technique
- Titre original : A Simple Twist of Fate
- Titre français : Le Cadeau du ciel (en France), Un simple détour du destin (au Canada)
- Réalisation : Gillies MacKinnon
- Scénario : Steve Martin, d'après le roman de George Eliot
- Musique : Cliff Eidelman
- Photographie : Andrew Dunn
- Montage : Humphrey Dixon
- Distribution des rôles : Dianne Crittenden
- Création des décors : Andy Harris
- Direction artistique : Tim Galvin
- Décorateur de plateau : Maria Nay
- Création des costumes : Hope Hanafin
- Producteur : Ric Kidney (de)
- Producteur exécutif : Steve Martin
- Producteur associé : Karen Snow
- Société de production : Touchstone Pictures
- Société de distribution : Buena Vista Pictures
- Pays de production :  États-Unis
- Langue : anglais
- Format : 1.85:1 - 35mm - Couleur – Son Dolby et Dolby SR
- Dates de tournage : du 3 novembre 1993 au 20 janvier 1994
- Genre : Comédie dramatique
- Durée : 106 minutes
- Date de sortie :
  - États-Unis : 2 septembre 1994
- Public : PG-13 (USA)

## Distribution
- Steve Martin (VF : Patrick Floersheim) : Michael McCann
- Gabriel Byrne (VF : Edgar Givry) : John Newland
- Laura Linney : Nancy Lambert Newland
- Catherine O'Hara (VF : Anne Rondeleux) : April Simon
- Alana Austin : Mathilda McCann à 10 ans
- Alyssa Austin : Mathilda McCann à 5 ans
- Alaina Mobley et Callie Mobley : Mathilda McCann à 3 ans
- Victoria Evans et Elizabeth Evans : Mathilda McCann de 1 à 2 ans
- Stephen Baldwin (VF : Éric Herson-Macarel) : Tanny Newland
- Michael Des Barres : Bryce
- Anne Heche : Tanny's Playmate

## Autour du film
- Le film, qui a permis à Steve Martin (également producteur exécutif et scénariste) de jouer un rôle à contre-emploi, a connu un échec commercial lors de sa sortie en salles aux États-Unis.
- Première rencontre entre Laura Linney et Gabriel Byrne, qui se retrouveront dix ans plus tard dans P.S. suivi de Jindabyne, Australie.
- Le film est sorti directement en vidéo en France, notamment en DVD chez Touchstone Home Video le 27 avril 2005 [1].